# فالنتينا راستفوروفا
فالنتينا راستفوروفا (بالأوكرانية: Растворова Валентина Ксенофонтівна)‏ (17 يوليو 1933 - 24 أغسطس 2018) هي مُبارزة سلاح سوفييتية مُتقاعدة، وكانت قد نافست في الأولمبياد في أعوام 1956 و1960 و1964 في الأحداث الفردية والفرق. فازت بذهبية فردية في عام 1960 والميداليات الفضية في عامي 1960 و1964، كما فازت بست ذهبيات وميداليتين فضيتين في بطولات العالم 1956-1967 ومعظمها ضمن الفريق.
تُوفيت في 24 أغسطس 2018.

## روابط خارجية
- فالنتينا راستفوروفا على موقع اللجنة الأولمبية الدولية (الإنجليزية)
- فالنتينا راستفوروفا على موقع أوليمبيديا (الإنجليزية)